# Evangelium podle Matouše

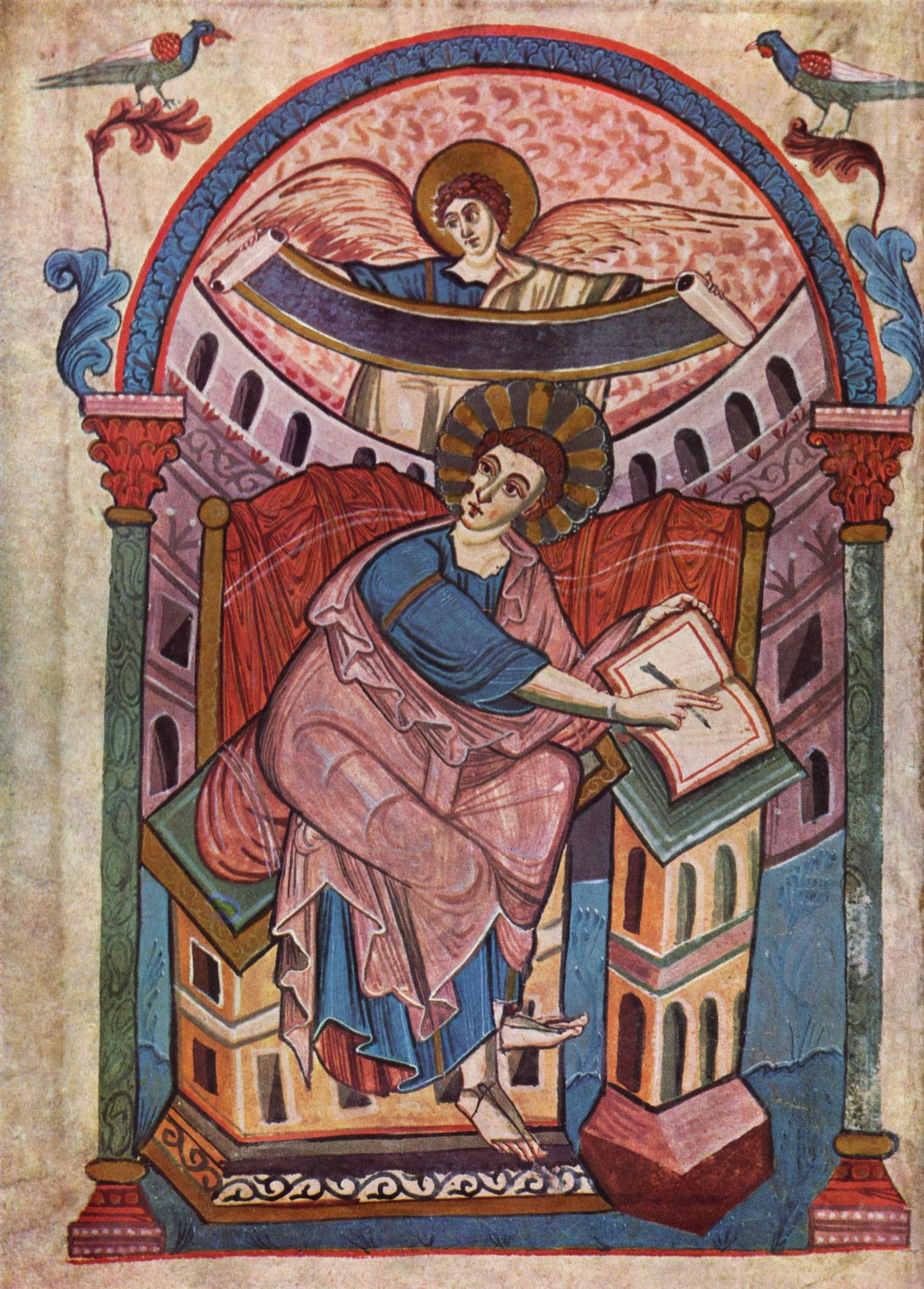
Sv. Matouš
Evangeliář abatyše Ady, kolem 800.

Evangelium podle Matouše (zkratka Mt nebo Mat) je jedno ze čtyř kanonických evangelií a v pořadí první kniha Nového zákona. Spolu s evangeliem Markovým a Lukášovým patří mezi tzv. synoptická evangelia. Badatelé evangelium obvykle datují do rozmezí od 40 až do 133 n. l. Místem sepsání byla pravděpodobně syrská židokřesťanská komunita, snad v Antiochii.
Má se za to, že podobně jako ostatní evangelisté, i autor prvního evangelia sesbíral různé materiály pojednávající o životě, smrti a vzkříšení Ježíše Krista a sestavil z nich ucelené vyprávění. Matoušovo evangelium je ze všech čtyř evangelií nejtěsněji spjato s židovskou starozákonní tradicí a snaží se ukázat, že Ježíš Kristus pochází z Davidova rodu a že je očekávaný Mesiáš. Proto se soudí, že bylo určeno křesťanům ze židovského prostředí.

## Autorství a vznik

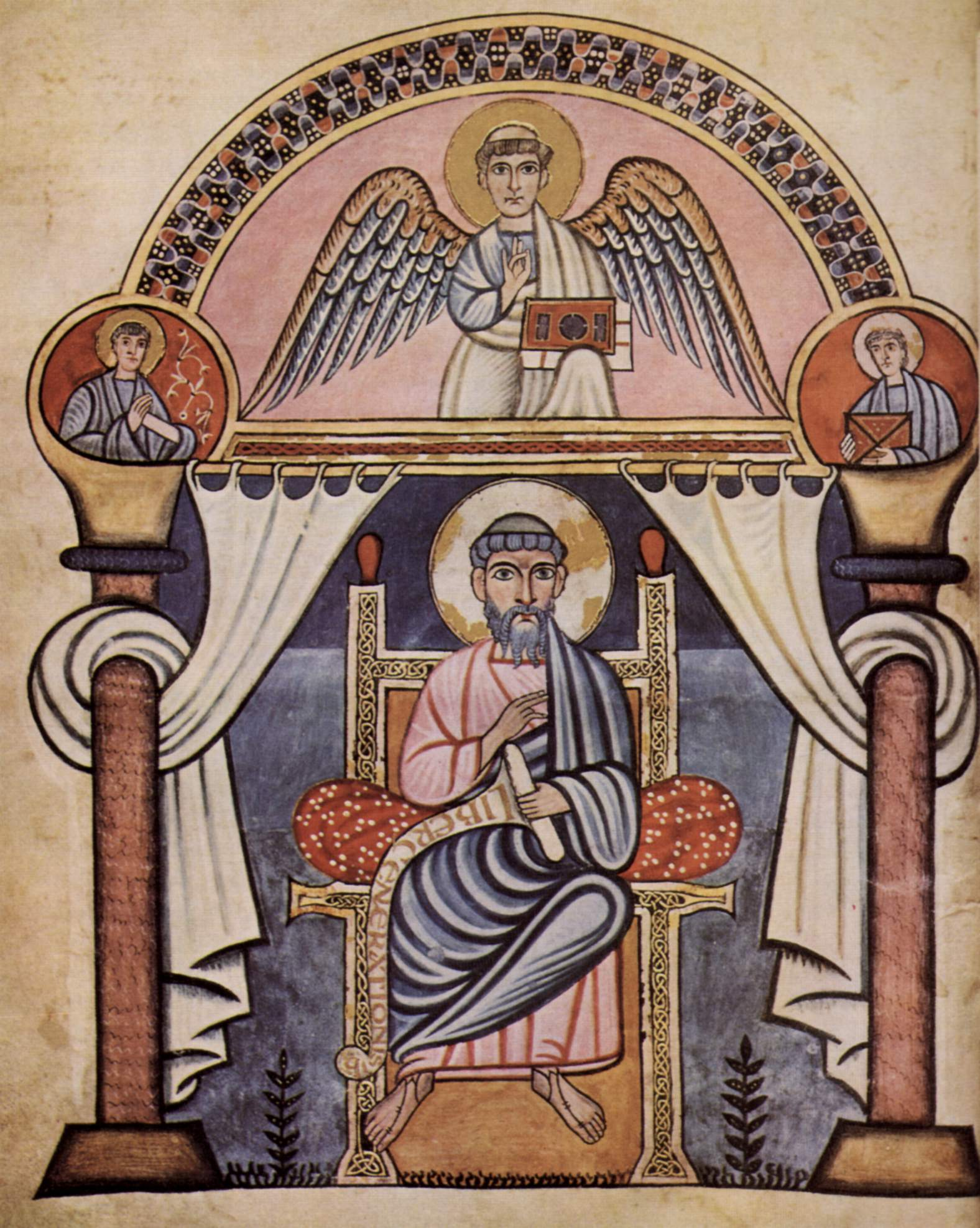
Sv. Matouš
Codex aureus, 8. stol., Stockholm

Evangelium podle Matouše obsahuje mnoho textů, které jsou synoptickým evangeliím společné. Většina badatelů soudí, že autor používal Evangelium podle Marka a dnes již ztracený soubor Ježíšových výroků či logií, který se označuje jako Q (z něm. Quelle, pramen). Přitom Markovo pořadí důkladně změnil, patrně proto, že chtěl zdůraznit své poselství o Ježíšovi jako Mesiáši.[zdroj?] Jiní naopak vycházejí z předpokladu, že Marek napsal své evangelium později (podle některých badatelů Marek 60–65 n. l. zatímco Matouš asi 41 n. l.). Také pro Marka je podle starověké tradice považován jako hlavní zdroj Petr. Tudíž není příliš pravděpodobné, že by se mohl pro Matouše stát zdrojem. Podobně i použití sbírky logií Q je v prvé řadě hypotetické.
Z celkového počtu 1071 veršů je zde 387 společných s evangeliem Markovým i Lukášovým, 130 pouze s Mk a 184 pouze s Lk; 370 veršů se vyskytuje jen u Mt.[zdroj?]
Například Ježíšův rodokmen u Matouše je jiný než podle Lukáše, i když oba popisují jeho původ přes adoptivního otce Josefa. Mezi další události uvedené pouze v tomto evangeliu patří Josefova reakce na Mariino těhotenství a to, že se Josefovi ve snu objevil anděl, návštěva astrologů, útěk do Egypta, zavraždění chlapců v Betlémě i v okolí a sen Pilátovy manželky, který se týkal Ježíše, příkaz s vysláním učedníků “do celého světa”, a další. V mnoha dalších verších, které popisují stejné události jako u ostatních evangeliích, přidává podrobnosti. Například v úsecích tzv. Kázání na hoře (Mt 5–7) nebo řada podobenství v Mt 13. Celkově obsahuje Matoušovo evangelium 40 procent materiálu, který není v ostatních třech evangeliích.
Autorem evangelia je podle tradice apoštol Matouš, syn Alfeův, původně celník, o jehož povolání se píše v Mt 9,9 a 10,3 (paralela v Matoušovi a v Lukášovi. To je také patrně důvod, proč se Matoušovo evangelium obvykle řadí jako první. Ale už nejstarší známé rukopisy evangelií mají nadpis “podle Matouše” (Marka, Lukáše, Jana). Někteří badatelé pokládají konečný stav textu většinou za dílo neznámého autora, zatímco jiní hájí tradiční výklad a starší datum vzniku. O vzniku evangelia cituje Eusebios z Kaisareie Papiův výrok: „Matouš psal výroky Páně v hebrejštině“, spíše však v aramejštině. Papias zemřel kolem roku 140 a – stejně jako Klement Alexandrijský, Órigenés a svatý Jeroným – snad měl na mysli právě spis Q. Většina současných biblistů ovšem považuje za původní jazyk knihy řečtinu, případně existuje domněnka, že ji do hovorové řečtiny – koiné – přeložil sám Matouš.

## Struktura evangelia
Zatímco v mnoha detailech se navržené osnovy evangelia liší, většina teologů rozeznává v Evangeliu podle Matouše pět rozsáhlých promluv Ježíše, z nichž každá je ukončena větou „Když Ježíš dokončil tato slova...“. Kromě těchto promluv jsou zde obsažena mnohá vyprávění o životě Ježíše, ve kterých se jeho učení i skutky navzájem prolínají. Osnova knihy:
| kapitoly | obsah                                                 |
| -------- | ----------------------------------------------------- |
| 1-4      | narození Ježíše, počátek jeho veřejné služby          |
| 5-7      | promluva 1: Kázání na hoře (Ježíšovo poselství lidem) |
| 8-9      | Ježíš uzdravuje a zve do Božího království            |
| 10       | promluva 2: Misijní vyslání Ježíšových učedníků       |
| 11-12    | odmítnutí Ježíše lidmi                                |
| 13       | promluva 3: podobenství o Božím království            |
| 14-17    | přijetí Ježíše jeho učedníky                          |
| 18       | promluva 4: o hříchu a odpuštění                      |
| 19-23    | Ježíš zve do království, čelí opozici                 |
| 24-25    | promluva 5: o přicházejícím soudu a konci světa       |
| 26-28    | Ježíšovo zatčení, ukřižování a vzkříšení              |

## Obsah evangelia
Matouš vysvětluje Ježíšův původ rodokmenem, ve kterém figuruje Abraham i král David: tak ukazuje, že Ježíš se narodil v té rodové linii, ze které na základě židovských spisů má přijít Mesiáš. Příběh o panenském početí zdůrazňuje nadpřirozený původ Ježíše (Mt 1,18). Přicházejí mudrci z východu, aby Ježíše uctili jako krále (Mt 2,1–12). Josef s Ježíšem a Marií prchají před králem Herodem do Egypta (Mt 2,13–23). Pak Evangelium podle Matouše pokračuje, když Ježíš ve věku asi 30 let přijímá křest od Jana Křtitele (Mt 3), odolává Ďáblovu pokoušení na poušti (Mt 4,1–11) a začíná své veřejné působení v Galileji (Mt 4,12-25), kde povolává své první učedníky. Matoušovo evangelium syntetizuje Ježíšovo poselství do výzvy k pokání a hlásání božího království:
| „                      | Čiňte pokání, neboť se přiblížilo království nebeské. | “ |
| — Mt 4, 17 (Kral, ČEP) |                                                       |   |

Nejznámější a nejcitovanější částí Matoušova evangelia je pak Kázání na hoře (Mt 5--7), které je uvozeno blahoslavenstvími.
Samostatný článek: Kázání na hoře
Dále není obsah evangelia řazen přísně chronologicky, ale tematicky. Ježíš potvrzuje svými skutky, že jeho autorita nespočívá jen ve slovech a jeho pozvání do Božího království není planým slibem—uzdravuje nemocné, utišuje bouři pouhým slovem, vyhání démony (Mt 8--9). Vysílá své učedníky do vesnic v Izraeli se zprávou o příchodu Božího království (Mt 10), s vidinou budoucích sporů se židy, které jeho učení vyvolá:
| „          | Hle, já vás posílám jako ovce mezi vlky; buďte tedy obezřetní jako hadi a bezelstní jako holubice. | “ |
| — Mt 10,16 | |   |

Odpovídá na pochybnosti Jana Křtitele poukazem na to, že skutky uzdravování byly o Mesiáši rovněž prorokovány (Mt 11,1–6). Kárá lidi za jejich nevíru tváří v tvář zázrakům (Mt 11,20–24). Odpovídá na výtky farizejů, že porušuje židovský sabat a že vyhání démony ve jménu Belzebula, knížete démonů (Mt 12). Kvůli rostoucí opozici začíná mluvit na veřejnosti v podobenstvích (Mt 13). Dozvídá se o smrti Jana Křtitele (Mt 14,1–14), sytí několikatisícový dav zázračným znásobením pěti chlebů a dvou ryb (Mt 14,15–21), chodí po vodní hladině (Mt 14,22–33). Následuje další spor Ježíše s farizeji, když se Ježíš staví proti židovskému rituálnímu pojetí čistoty:
| „                          | Svolal zástupy a řekl: "Slyšte a rozumějte: Ne co vchází do úst, znesvěcuje člověka, ale co z úst vychází, to člověka znesvěcuje." | “ |
| — Mt 15, 10–11 (Kral, ČEP) | |   |

Navzdory znamením, která Ježíš činí (rozmnožení chleba, uzdravování [Mt 15]) a jeho učení nejsou stále farizejové, učitelé židovského zákona a saducejové přesvědčeni, že je Mesiáš, a žádají od něj „znamení z nebe“ (Mt 12,38–42; Mt 16,1–12). Ale učedníci Ježíši otevřeně vyznávají ústy apoštola Petra, že jej jako Mesiáše přijali (Mt 16,13–20). Nato Ježíš potvrzuje jejich vyznání při proměnění (Mt 17,1–8) Ovšem ani učedníci samotní nerozumí Ježíši a povaze jeho mesiášství – zatímco přemýšlejí, jakou pozici po boku Ježíše dostanou oni sami v přicházejícím království (Mt 18,1-4; Mt 20,20-23), Ježíš začíná mluvit o svém blížícím se utrpení, učí o službě, nikoli nadvládě (Mt 20,24-28). Přitom zmiňuje význam své smrti jako vykoupení (Mt 20,27–28) k věčnému životu (Mt 19,16–22) a odpuštění hříchů (Mt 26,28). Mluví o vážnosti hříchu, ale též ukazuje na odpuštění (Mt 18). Následuje další diskuse s farizeji o Ježíšových názorech na Mojžíšův zákon (Mt 19,3), při setkání s bohatým mladíkem vyučuje o vztahu k majetku:
| „            | Ježíš řekl svým učedníkům: "Amen, pravím vám, že bohatý těžko vejde do království nebeského. Znovu vám říkám, snáze projde velbloud uchem jehly než bohatý do Božího království." | “ |
| — Mt 19,23n. | |   |

Kapitoly 21–28 popisují poslední týden Ježíšova života v Jeruzalémě. Ježíš vjíždí do Jeruzaléma s velkou slávou a popularitou u lidí (Mt 21,1–11) a začíná uzdravovat a vyučovat v jeruzalémském chrámu. Říká, že Boží království je pro všechny národy, nejen pro židy (Mt 21,28–32). Velmi otevřeně říká židovským představitelům slova soudu (Mt 21,33–46) za to, že v jeho osobě Mesiáše nerozeznávají. Velmi příkrým podobenstvím farizejům a židovským představitelům sděluje, že přišel čas, aby jej jako Mesiáše uznali (Mt 22,1–14). Říká jim, že sami ještě do Božího království nevešli, že také potřebují odpuštění, protože se zdají dokonalí jen navenek (Mt 23). Svým učedníkům sděluje proroctví o zničení chrámu (Mt 24,1–2) a připomíná, že až přijde Mesiáš v budoucnu, tak bude soudit všechny lidi (Mt 25,31-46). Velekněz Kaifáš a další židovští představitelé se dohodnou, že Ježíše zatknou a zabijí (Mt 26,1–5). Jidáš se jim nabídne, že je k Ježíši dovede tajně při vhodné příležitosti (Mt 26,14–16). Při poslední večeři před svou smrtí Ježíš ustanovuje Večeři Páně (svátost eucharistie). Je zatčen v Getsemanské zahradě (Mt 26,36–56), předveden před velekněze a odsouzen (Mt 26,57–66) za rouhání, že se prohlásil za Mesiáše, Božího syna, rovného Bohu (Mt 26,64–66). Římský místodržitel Pilát vydal příkaz k ukřižování Ježíše (Mt 27,11–26), které bylo téhož dne neprodleně provedeno (Mt 27,27–50). Mrtvý Ježíš je uložen do hrobu a hlídám římskou stráží (Mt 27,62–66). Dva dny nato se jde skupinka žen podívat k hrobu a setkají se s andělem, který jim sděluje, že Ježíš byl vzkříšen ze smrti, i se vzkříšeným Ježíšem (Mt 28,1–10). Židovští představitelé uvádějí do oběhu vysvětlení, že Ježíšovo tělo ukradli jeho učedníci (Mt 28,11–15). Vzkříšený Ježíš pověřuje apoštoly, aby mu šli do celého světa získávat učedníky (Mt 28,16-20):
| „            | Jděte ke všem národům a získávejte mi učedníky, křtěte ve jméno Otce i Syna i Ducha svatého a učte je, aby zachovávali všecko, co jsem vám přikázal. A hle, já jsem s vámi po všecky dny až do skonání tohoto věku. | “ |
| — Mt 28,19n. | |   |